# فاليري فافر
فاليري فافر هي رسامة سويسرية، ولدت في 18 أغسطس 1959 في Evilard ‏ في سويسرا.

## وصلات خارجية
- الموقع الرسمي